# Mickey Appleman
Mickey L. Appleman (1946) è un giocatore di poker statunitense.
I suoi successi includono quattro braccialetti WSOP, conquistati in diverse varianti del poker, e si è classificato per 4 volte tra i primi 25 giocatori nel Main Event delle WSOP.

## Biografia
Appleman è cresciuto a Long Island; ha conseguito la laurea in Matematica presso la Ohio State University. Ha inoltre conseguito un MBA in Statistica presso la Case Western University. Si è successivamente trasferito a Washington, dove ha lavorato come coordinatore in una clinica di riabilitazione dalla droga. Ha anche insegnato matematica.

## Carriera
Appleman ha finanziato la propria carriera di pokerista attraverso gli introiti ottenuti dall'attività di scommettitore. Ha cominciato a giocare le World Series of Poker (WSOP) nel 1975. Era solito giocare presso il Mayfair Club di New York, sfidando alcuni dei giocatori più famosi e di successo del poker come: Dan Harrington, Howard Lederer ed Erik Seidel.
Nei suoi oltre 30 anni di carriera come giocatore di poker professionista, ha vinto quattro braccialetti ed è finito ITM nel Main Event delle WSOP nel 1987 (8°), 1989 (22°), 1990 (20°), e nel 2000 (9°).
Nel 2008 è apparso al Poker After Dark nell'episodio "Mayfair Club". Gli altri giocatori sono stati: l'ex proprietario del club, Mike Shictman; i professionisti: Howard Lederer, Dan Harrington, Steve Zolotow e Jay Heimowitz (vincitore finale di $120.000). Appleman ha terminato il torneo al terzo posto.
Nel 2011, le sue vincite totali nei tornei live superano i $1.700.000. I suoi 40 piazzamenti a premio alle WSOP gli hanno fruttati $1.156.292.

## Braccialetti WSOP
| Anno | Torneo                             | Premio   |
| ---- | ---------------------------------- | -------- |
| 1980 | $1.000 Seven Card Stud Split Hi-Lo | $30.800  |
| 1992 | $5.000 Deuce to Seven Draw         | $119.250 |
| 1995 | $5.000 Limit Hold'em               | $234.000 |
| 2003 | $2.000 Pot Limit Hold'em           | $147.280 |